# Данте и Вергилий в аду
«Данте и Вергилий в аду» (фр. Dante et Virgile en Enfer) — картина известного живописца XIX века — Вильяма Бугро. В настоящее время картина находится в музее Орсе в Париже.

## История создания
Находясь в Риме, Бугро рассчитывал посылать свои полотна на Парижский салон. Одной из первых самостоятельных его работ стала большая (281×225 см) картина «Данте и Вергилий в аду», написанная в год прибытия в Рим. Потерпев две неудачи в попытках выиграть Римскую премию (1848 и 1849), Бугро решил взять реванш. Его ранние представления в Салоне раскрыли эту жестокую жажду преуспеть. После его амбициозной картины «Перед смертью» (1849), молодой человек направил свои силы на создание чего-то еще более впечатляющего. Его вдохновила фигура Данте, чья поэма была очень любима романтиками. По-видимому, исходный замысел у Бугро возник под влиянием картины Делакруа на аналогичный сюжет. Делакруа, как и Энгра, Бугро причислял к величайшим художникам XIX века. Обосновывая, он утверждал, что первичной в их творчестве была искренность изображения «…того, что они видели и чувствовали, используя соответствующие их идеалу средства, и, особенно, линию». Тема картины была навеяна короткой сценой из строфы в «Божественной комедии» Данте («Ад», песнь XXX).

## Сюжет
В восьмом кругу (круг для фальсификаторов и фальшивомонетчиков), Данте в сопровождении Вергилия наблюдает бой между двумя проклятыми душами: Джанни Скикки, который выдал себя за покойного богача, чтобы от его имени составить завещание с выгодой для себя, атакует и кусает в шею еретика и алхимика Капоккио.
Сцена из «Божественной комедии» («Ад», песнь XXX) (перевод М.Лозинского), которая стала основой для работы художника:
```
                   22 Но ни троянский гнев, ни ярость Фив
                      Свирепей не являли исступлений,
                      Зверям иль людям тело изъязвив,

                   25 Чем предо мной две бледных голых тени,
                      Которые, кусая всех кругом,
                      Неслись, как боров, поломавший сени.

                   28 
Одна Капоккьо в шею вгрызлась ртом

                      И с ним помчалась; испуская крики,
                      Он скреб о жесткий камень животом.

                   31 Дрожа всем телом: "Это Джанни Скикки, -
                      Промолвил аретинец. - Всем постыл,
                      Он донимает всех, такой вот дикий".   
```

## Реакция критики
Обращаясь к сюжету из Данте, Бугро ставил чрезвычайно амбициозную задачу, особенно в передаче страстей, которые должны были превзойти Делакруа. Натуралистичность должна была заставить зрителей поверить в жестокость сил, царящих в Аду. Однако сцена вызвала нападки многих критиков и отвращение публики на Салоне 1850 года. Критик и поэт Теофиль Готье, однако, очень лестно отзывался о картине: «Джанни Скикки бросается на своего соперника, со страстью ярости, и господин Бугро великолепно передает это посредством изображения мышц, нервов, сухожилий и зубов. Борьба между двумя мужчинами вызывает горечь! Сила этого холста в его „прочности“: редкое качество!».
В самом деле, Бугро демонстрирует в этой работе грандиозное дерзновение: он изучает эстетические границы, преувеличивая структуру мышц и искажая их, гипертрофируя позы, контрастируя цвет и тени, а также изображая чудовищные фигуры и группы проклятых душ. Все в этой картине призвано подчеркнуть чувства страха и ужаса: темы, к которым Бугро больше никогда не возвращался.

## Интересные факты
История Джанни Скикки использована Дж. Форцано для создания либретто одноактной комической оперы Дж. Пуччини «Джанни Скикки» («Gianni Schicchi»).
Картина использовалась в оформлении обложек альбомов Ad Majorem Sathanas Gloriam норвежской блэк-метал группы Gorgoroth, а также The Whole of the Law британской индастриал-блэк-грайндкор группы Anaal Nathrakh.

## Выставки
- Салон, Париж, Франция, 1850
- William Bouguereau : 1825—1905, Париж, Франция, 1984
- William Bouguereau 1825—1905, Монреаль, Канада, 1984
- William Bouguereau 1825—1905, Хартфорд, США, 1984